# Stadio Manuel Ferreira
Lo stadio Manuel Ferreira (in spagnolo: Estadio Manuel Ferreira) è un impianto sportivo di Asunción, la capitale del Paraguay. Situato nel barrio di Mariscal López, ospita le partite interne del Club Olimpia ed ha una capienza di 23.732 spettatori.
È intitolato a Manuel Ferreira, presidente del club sotto il cui mandato fu costruito lo stadio.

## Storia
Fu inaugurato il 15 maggio 1965 con un'amichevole tra la squadra di casa ed il Santos di Pelé, incontro terminato con il risultato di 2-2.